# Бои у Вокуа
Бои у Вокуа, или Бои за холм Вокуа  — сражение на Западном фронте Первой мировой войны, в 25-ти километрах на запад от Вердена. В связи с постоянными попытками взять холм обеими сторонами, после активных боевых стычек сражения переросли в подземную войну.

## Причины
Холм Вокуа (Бютт-де-Вокуа; fr:Butte de Vauquois) — семидесятиметровая возвышенность, с которой открывался вид на дороги, ведущие к городу между Аргоннским лесом с запада и высотой Морт-Ом с востока. Тот, кто контролировал холм, контролировал и местность вокруг. Чтобы захватить эту стратегически важную точку, использовалось самое разрушительное оружие того времени — огнемёты, химическое оружие, а также подземные мины.

## Ход действий

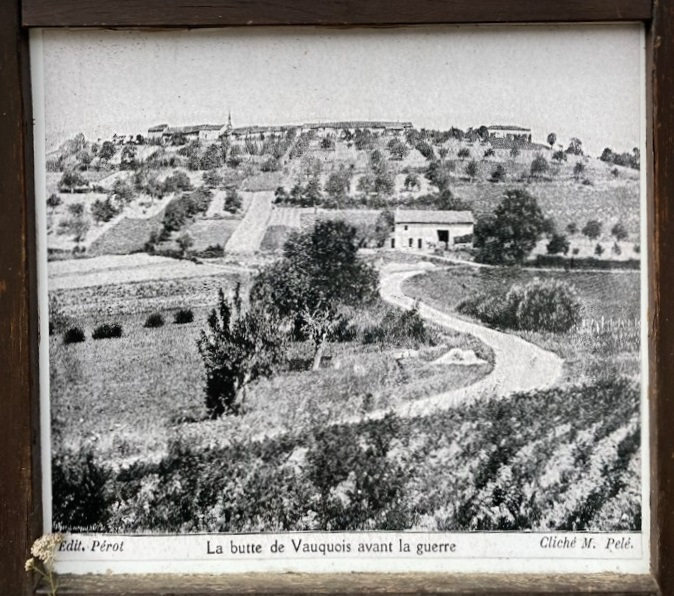
Вокуа до войны

24 сентября 33-я немецкая пехотная дивизия атакует 9-ю французскую пехотную дивизию, полк французской пехоты вытеснен из Вокуа. Затем немцы укрепили позицию.
28 октября 1914 г. командир 331-го батальона 46-го французского пехотного полка С. Ралле получил приказ атаковать Вокуа при поддержке 89-го батальона. Атака будет остановлена 30 октября после трех дней ожесточенных боев и со значительными потерями, войска будут уничтожены немецкой артиллерией и пулеметами, осенью 1914 года 4-ю и 5-ю немецкие армии разделял Аргоннский лес. Чтобы обеспечить непрерывность фронта, две немецкие армии атакуют 3-ю французскую армию в лесах. Без эффективной поддержки французской артиллерии, 3-я французская армия плохо обороняется на этом участке фронта. Чтобы восстановить моральное превосходство над противником, генерал Саррай, командующий этой армией, решает атаковать единственную не покрытую лесом территорию региона: холм и деревню Вокуа в течение февраля 1915 года.
Погодные условия были плохими, атака, запланированная на 15-е, была перенесена на 17 февраля. Штурм холма начался с трехчасовой тяжелой артиллерийской подготовки и применения мин. 2 батальона 31 французского пехотного полка сумели войти в село Вокуа, но из-за отсутствия подкрепления они должны были эвакуировать под обстрелом немецкой артиллерии. Хотя французские войска и закрепились в деревне, они терпели большие потери.
1 марта французы укрепились на юге холма при Вокуа, несмотря на неоднократные атаки немецких войск. Линия фронта замерзнет на вершине холма по обе стороны от руин деревни: французские войска на юге, немецкие войска на севере.
Несколько дней немцы контратаковали, использовав огнемёты. Ценой тысяч жизней французы защитили траншеи к западу от деревни на вершине холма.
Солдаты из угледобывающих районов были наняты для рытья пещер под немецкими окопами. Затем эти раскопки были заполнены взрывчаткой и воспламенены, образуя на поверхности массивные кратеры, которые пытались использовать войска. Под землёй строили штабы, склады, казармы для войск. Французам было труднее вести работы, потому что с их стороны наклон холма был меньше, приходилось вначале откапывать вертикальные шахты. Они были хорошо заметны, тогда как немецкие тоннели можно было рассмотреть только с воздуха.

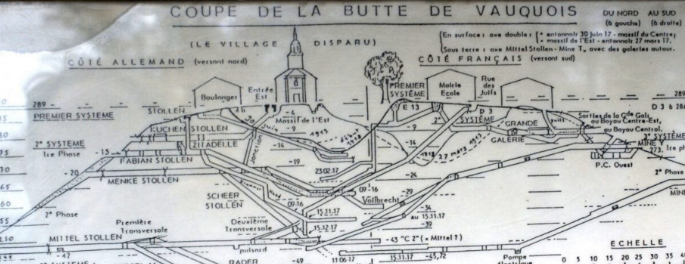
Схема тоннелей под Вокуа

Были вырыты тысячи тонн земли. Общая длина многоэтажных тоннелей под холмом составляла, по разным данным, от 17 до 40 километров. Они могли укрыть по тысяче человек с каждой стороны.
3 марта 1916 года первая большая немецкая мина с четырьмя тоннами взрывчатки взорвалась к востоку от холма, убив одиннадцать французских солдат. В ответ французы 23 марта взорвали под укрепленной немецкой позицией двенадцать тонн взрывчатки, в результате чего погибло 30 человек.
14 мая немцы взорвали мину под церковью, содержащую 60 тонн взрывчатки, уничтожив и закопав часть 1 и 2 французских рубежей и 108 солдат. Взрыв был настолько мощным, что, фактически, разделил холм на 2 части. Это самый мощный взрыв в этой битве. В последующие месяцы взорвались другие мины, но в меньшем масштабе.

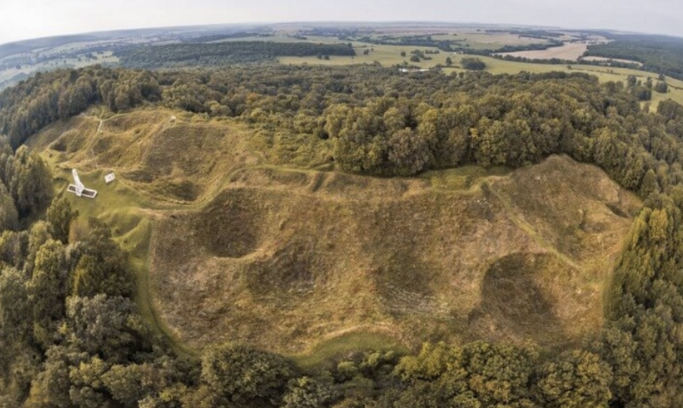
Так выглядит холм в наше время

Помимо этого, немцы старались обрушить вражеские тоннели артиллерийским обстрелом, копали им навстречу свои собственные, чтобы затем заложить мины. Для обнаружения тоннелей противника использовались специальные микрофоны. Страх быть взорванным стал настолько велик, что обе стороны приняли молчаливое соглашение «живи и дай жить другим». в котором мины должны были взорваться только с 16:00 до 19:00.
Всего в Вокуа произошло 519 подземных взрывов (320 французских и 199 немецких) с использованием более 1000 тонн взрывчатки.
В апреле 1918 г. минная война прекратилась. В мае-июне 1918 года итальянские войска сменили французские войска, которые захватили холм 26 сентября 1918 года : он был взят после ожесточенного сопротивления небольшого гарнизона Германской Императорской Гвардии.

## Деревня после войны

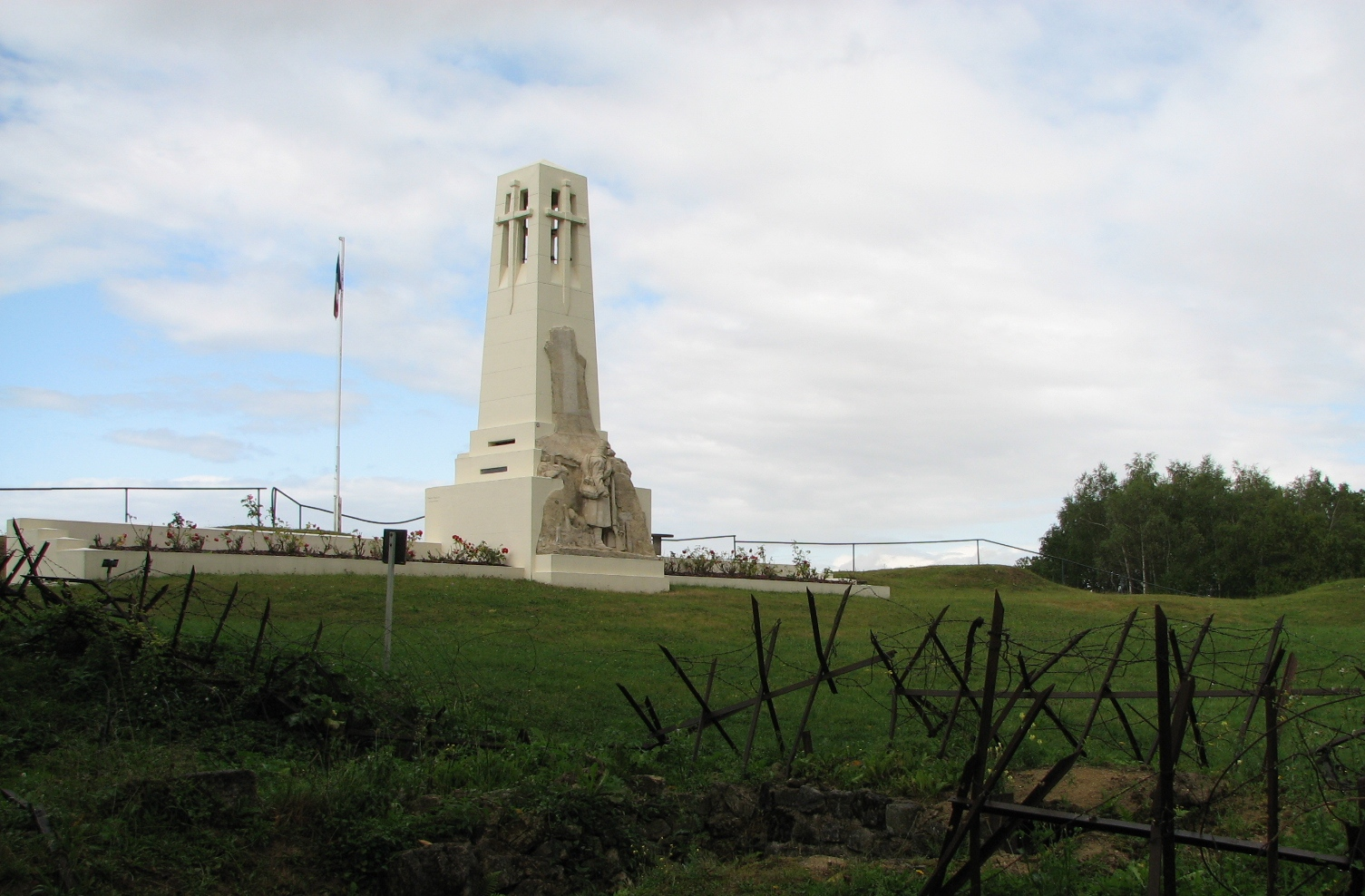
Мемориал Воинам и Погибшим при Вокуа, построенный в 1926 году. Общий вид обелиска

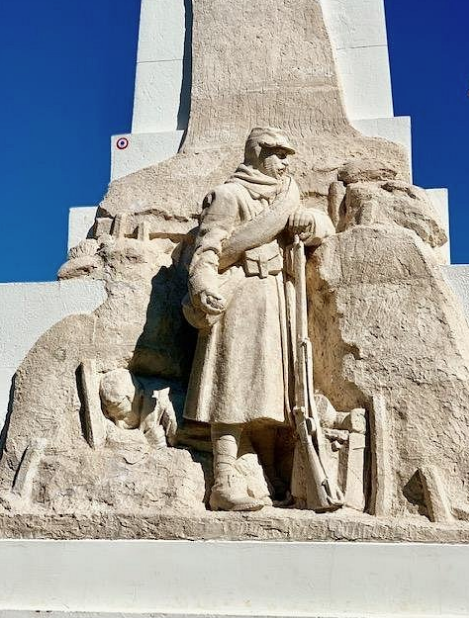
Мемориал Воинам и Погибшим при Вокуа, построенный в 1926 году. Статуя у подножия

Деревня была уничтожена во время войны. Место, где когда-то стояла деревня, представляет собой ряд массивных кратеров, разделяющих Вокуа на две части, сам холм тоже обезображен.
В 1926 году деревня восстановлена несколько в стороне от первоначального исторического места.
На вершине французской стороны Вокуа находится Мемориал Воинам и Погибшим при Вокуа, построенный в 1926 году. Он состоит из обелиска. На одной стороне — скульптура солдату, у которого в одной руке граната, а в другой — винтовка. Позади него — резной ствол изувеченного дерева. Он представляет собой своеобразное дерево, которое раньше стояло почти на том же месте, что и памятник, и которое использовалось в качестве точки регистрации для французской артиллерии. Рядом находятся две ориентировочные таблицы, которые показывают, где были бы улицы по отношению к кратерам.
К югу от холма национальный некрополь содержит 4368 опознанных французских солдат, погибших во время этой битвы.
На данный момент деревня популярна у туристов — особенно популярны сохранившиеся траншеи, показывающие быт солдат.